# Dasychira albiplaga
Dasychira albiplaga är en fjärilsart som beskrevs av Swinhoe 1908. Dasychira albiplaga ingår i släktet Dasychira och familjen tofsspinnare. Inga underarter finns listade i Catalogue of Life.